# Хосе Луїс Касасека
Хосе Луїс Касасека і Сільван (* 25 серпня 1800, Саламанка; † 9 жовтня 1869 у Барселона) був іспанським хіміком.
Касасека був професором хімії в «Реальній консерваторії мистецтв» і засновником фармацевтичного факультету в кубинській столиці Гавана. З 1842 року був членом-кореспондентом Баварської академії наук.
У 1826 році він описав мінерал тенардит.

## Інтернет-ресурси
- Desde Andalucita a Zincosita: Un Recorrido por los Minerales Descubiertos en España (PDF; 800 kB), in: Estudios Geol., 60: 3-10 (2004)